# 그놈 웹
그놈 웹(영어: GNOME Web)은 그놈 컴퓨터 데스크톱상의 웹 브라우저이다. 갈레온의 자손격 되는 브라우저이다. 이것은 모질라 프로젝트에서 개발한 웹 페이지를 표시하는 데 사용하는 게코 레이아웃 엔진(2.26.3 이전)을 사용하였으나 현재는 웹키트(2.28 이후) 엔진을 사용한다. 많은 게코 기반 브라우저들처럼, 웹은 탭 브라우징, 쿠키 관리, 팝업 차단 그리고 확장 기능 시스템을 제공한다. 웹은 웹 확장 패키지를 이용해 확장할 수 있다. 다만 웹은 툴 킷에 GTK+2를 사용해 GNOME과 잘 통합되고 있어 모질라 XUL 인터페이스를 사용하는 모질라 파이어폭스와 달리 XUL를 사용한 확장 기능은 사용할 수 없으며, 독자적인 확장 기능을 가지고 있다.
대부분의 브라우저가 계층화된 폴더를 바탕으로 한 북마크 시스템을 사용한다면, 웹은 북마크를 분류한다. 예를 들면, 하나의 북마크는 ("위키백과"와 같은) 여러 개의 카테고리 ("위키", "백과사전", 그리고 "웹사이트"와 같이)에 존재할 수 있다. 자주 사용한 북마크와 분류되지 않은 북마크를 보여주는 특별한 카테고리도 있다. 이것은 이것은 SQLite 데이터베이스로 북마크와 역사를 통합할 계획인 Firefox 3.0에서 자리잡을 특징과 비슷하다.
웹이 지원하는 또다른 혁신적인 기능은 (원래는 갈레온에서 지원한 기능이다) "스마트 북마크"이다. 이 기능은 툴바에 있는 주소창 또는 텍스트박스에서 하나의 주제를 따와 가지고 간다.
웹은 GNOME의 휴먼 인터페이스 가이드라인에 충실히 따르며 간단한 사용자 경험을 목표로 갈레온의 창시자이기도 한 Marco Pesenti Gritti에 의해 개발되었으며 그 결과, 웹은 독자적인 테마 설정이 없다. 이것은 GNOME Control Center에서 설정할 수 있는 GNOME 설정에만 따른다.

## 같이 보기
- 미도리 (웹 브라우저)